# Никола IV Франкопан
Никола IV Франкопан (венг. Frangepán Miklós; ок. 1360 — 26 июня 1432) — венгерский аристократ, бан Хорватии и Далмации в 1426—1432 годах.
Он начинал как правитель большей части Северной Хорватии как граф Сень и Модруш, а затем приобрел большую часть страны через займы королю Сигизмунду на общую сумму около 46 000 дукатов. Таким образом, Никола Франкопан получил во владение большую часть Хорватии, включая Бихач и Книн, а остальные находились в руках дворянских семей Нелипичей и Курьяковичей.
Во время своего визита в Папские государства Никола Франкопан получил признание за то, что был потомком старого римского патрицианского рода Франджипани, в честь которого он взял их имя и символ.
Никола Франкопан также считается основателем города Цриквеница в 1412 году.

## Биография
Он родился около 1360 года. Единственный сын Ивана V Франкопана и его жены Анны (? — 1402), дочери графа Мейнхарда Горицкого. После смерти своего отца в 1393 году он унаследовал все его поместья и управлял ими вместе со своей матерью. В это время он упоминается как герцог Крк и Модруш, а позже был утвержден как герцог Раб. Его власть была расширена с покупкой Рыбника, недалеко от города Озаль, за 9000 дукатов, от дворянина Микаша Продавича.
Во время династической борьбы за венгерско-хорватское королевство Никола Франкопан первоначально поддерживал короля Ладислава Неаполитанского, но с 1403 года встал на сторону Сигизмунда Люксембургского. Два года спустя он женился на своей первой жене Доротее Гараи (? — 1425), которая была дочерью палатина Венгрии Миклоша Гарая. В 1411 году он заключил договор с дворянином Иванишем Нелипичем (1379—1435) против Ладислава Неаполитанского. В этом договоре он обручил своего старшего сына Ивана VI Франкопана с дочерью Иваниша Екатериной.
В следующем году Никола Франкопан инициировал реконструкцию церкви Святой Марии в сегодняшней Цриквенице и построил соседний монастырь. Там он собрал членов ордена Павла и предоставил им монастырь в хартии от 14 августа 1412 года, которая является самой старой записью названия города. Монастырь был центром, который связывал окрестные деревни и из которого вырос сегодняшний город.
Его земли и поместья были разорены во время второй войны между королем Венгрии Сигизмундом Люксембургским и Венецианской республикой, которая произошла в 1418—1420 годах. Вскоре он также вступил в конфликт с графами Целе, которые забрали часть земель Николы, требуя приданого. В конце концов это было решено при дворе короля Сигизмунда Люксембургского в Буде.
Его владения включали остров Крк, районы Винодол, Модруш, Сень, Гацка и Лика в Хорватии. Его владения также простирались до городов Цетин, Слунь и Озаль в Славонии, купленных у короля Сигизмунда за 17 000 дукатов в 1397 году. После его назначения баном Хорватии и Далмации в 1426 году король Сигизмунд заложил ему в обмен на кредит в 28 000 дукатов город Бихач на реке Уне, Книн, Лапачград, Врлика, Островица (близ Брибира), Скрадин, Лукский уезд между реками Зрманя и Крка и район Польице. Впоследствии он подтвердил это в 1431 году, получив еще один кредит в размере 14 000 дукатов . Эти акты привели к тому, что большинство территорий Королевства Хорватии и Далмации перешли во владение Николы Франкопана, а остальные — во владение дворянских семей Нелипичей и Курьяковичей.
В 1422 году Никола взял фамилию Франджипани (Франкопан), так отныне называли себя все его преемники. Два года спустя он посетил Рим, чтобы папа римский Мартин V подтвердил его как законного потомка древнеримского патрицианского рода Франгипан, который, в свою очередь, утверждал, что произошел от древнего gentis Anici. В этот момент Никола также изменил свой фамильный герб для этой цели.
В Славонии власть бана принадлежала графу Герману Целе (Цилли) (1423—1435), тестю короля Сигизмунда. Герман был хозяином значительной части Славонии. Два могущественных клана столкнулись из-за семейных ссор. У каждого из них были сторонники среди могущественных баронов. Так образовались две фракции, готовые начать кровавую вражду. Те, кто встал на сторону графов Целе (Цилли), стремились распространить свое влияние и на Хорватию и уничтожить членов семьи Франжипани, чтобы захватить их земли, титулы и изменить баланс сил в свою пользу.
Начало гражданской войны было предотвращено возвращением короля Сигизмунда из-за границы. Мир был еще более укреплен, когда Никола Франкопан умер 26 июня 1432 года. Ходили слухи, что он был убит противостоящими баронами, лояльными Герману II Целе.
У него осталось девять сыновей и дочерей. Основатель этой ветви семьи Франджипани поставлял великих лидеров и полководцев хорватской истории. Никола Франкопан был очень искусным политиком. Он устраивал специальные браки для своих детей и постоянно ставил членов своей семьи в положение, чтобы заботиться о огромном количестве имущества, которое он приобрел. Их политические противники использовали пропаганду, чтобы поссорить семью. Некоторые из обвинений включали в себя то, что некоторые члены семьи приняли ислам.